# Зета у доба Немањића
Зета у доба Немањића је историографски назив за српску средњовековну област Зету у доба владавине династије Немањићи, од времена владавине великог жупана Стефана Немање (1166–1196) до времена владавине цара Уроша (1355–1371). Током тог раздобља, Зета је обухватала средишње и јужне делове данашње Црне Горе и северне делове данашње Албаније. Према тадашњој подели српских земаља, Зета је спадала у Поморске земље, које су даване на управу члановима династије Немањића.

## Укључивање Зете у државу Немањића
Први помен имена Зета налази се код византијског хроничара Кекавмена с краја 11. вијека. У Љетопису Попа Дукљанина помиње се први пут у XXX глави као централна област Горње Далмације. Од почетка 12. вијека назив Зета је све више потискивао ранији назив државе — Дукља (ово име се задржало још само у краљевској титули Немањића и каснијим титулама неких његових насљедника). Крајем 12. вијека, Стефан Немања протерао византијску власт из Скадра и других приморских градова након чега је Зету ујединио с Рашком. Од тога доба, Зета се налази у саставу она Поморске или Приморске земље. Током друге половине 14. и прве половине 15. вијека Зетом је управљала локална властела Балшићи, који се се једно вријеме понашали као самостални владари ове земље, да би потом Зета опет ушла у састав Српске деспотовине (1421).
Након смрти посљедњег владара из династије Војислављевића, настало је раздобље политичких борби око наслеђа пријестола и раздора међу властелом у Дукљи. То ће проузроковати поновну превласт Византије. Велики жупан Рашке, Стефан Немања, није ратовао само на источним границама, продирући у дубину византијске територије. Он је са војском упао у Дукљу, продирући до Дукљанског језера (Скадарско језеро) и Јадранског мора. У коначном успостављању власти над освојеном територијом, Немања ће протерати у Дубровник дукљанску кнегињу Десиславу и кнежевску породицу. По краљу Стефану Првовенчаном, Немања је сматрао да кнежевину Дукљу „насиљем држи грчки народ“, који су (Грци) и своје градове тамо сазидали, а саградивши их Дукљу су сасвим присвојили, називајући је само „грчком облашћу“. Такође, Стефан Првовенчани наводи да је његов отац, Стефан Немања, истицао да је то (Диоклитија и Далмација) његово отчаство и рођење, права му дедовина, казујући да отац по пустошењу градова у Дукљи „истријеби грчко име, да се никако не помиње име њихово у тој области“. Овај налет рашких Срба праћен је пустошењем значајнијих мјеста, центара моћи и утврда, у којима су се налазили администрација и византијски гарнизони.
Током 1185. године, освајањем су разорени дукљански градови: Дањ, Сард, Скадар, Свач и Улцињ. Безуспјешно су се покушавали супротставити само византијски војници у утврђеним гарнизонима, старосједелачки становници (још у старом веку романизовани) у приморским градовима и присталице византијске власти, али не остало словенско становништво у плодним жупама, ван градова. Освајање градова у Дукљи завршено је 1186. године. Град Бар је пао касније (око 1189.) и изгледа сачувао своју аутономију, јер је затечено уређење одговарало новом господару. Град Котор је поштеђен разарања, а Стефан Немања је у њега пренио и једну од својих резиденција („двор“). Ромеји (како су Византинци себе називали) и њихове присталице, протерани су из градова, а они који су Стефану Немањи изразили лојалност, наставили су са уобичајеним извршавањем обавеза, али сада према њему, као новом владару.
О томе Стефан Првовенчани каже: „Народ свој у њима неповређен остави, да служи држави његовој, са страхом и са уреченим данком од Светога“. Дакле, „народ свој“ су били сви они који су спремни да уредно плаћају данак. Феудализам је на овим просторима био тек у успону, а при освајању Дукље Стефан Немања се у „средњовековној свести“ првенствено руководио интересима својим и своје породице, будућих насљедника, па тек потом интересима остале властеле и „народа свога“. Због тога за легитимне владаре Дукље ту није било мјеста. Кнежевска породица, као византијски вазали (што је био и сам Немања, до 1180. године) била је непожељна, без обзира на Немањине везе са дукљанским кнежевима, на које се у освајању позивао. Супруга великог кнеза Михаила (посљедњег владара из дукљанске династије) пред Немањом се повукла у Дубровник, 20. августа 1189. године. Забиљежено је да су се у њеној пратњи налазили: надбискуп барски Гргур, жупани Чрнеха и Црепун, казнац Грдомил и друга дукљанска властела.
Стефан Немања се није задржао на освајању Дукље већ је од 1184. до 1185. године покушао освојити и Дубровник са Корчулом, али без успјеха. Са Дубровчанима је потом закључио мир, 1186. године (сачуван је примерак уговора на латинском језику, са потписом Стефана Немање). У овом периоду, осамдесетих година XII века, настао је рукопис Мирослављевог јеванђеља, написан за хумског кнеза и брата Немањиног, Мирослава. У њему су упоредо заступљена два правописа: зетско-хумски и рашки.

## Зета у саставу Краљевине Србије
Стефан Немања Други Првовенчани (? –1228), син великог жупана Стефана Немање Првог, наследио је очеву титулу 1196. године и као жупан владао до 1217. године — када постаје краљ Србије, Стефан Првовенчани. Делом његове владавине у Дукљи (отада Зети) влада краљ Вукан (Вук) Немањић, до средине 1208. године. Овај владар Зете (Дукље) био је под централном влашћу краља Србије. Назив „краљ“, за управника једне кнежевине у оквиру већ постојеће краљевине Србије, представљао је настављање самосталне државне традиције краљевства Дукље. Најстаријег Немањиног сина, Краља Вукана, у управи Зетом наслеђује син Ђорђе Немањић, такође са титулом краља Дукље, потом са титулом улцињског кнеза (1241) и дукљанског кнеза (1242). Као насљедник Стефана Првовенчаног, Србијом од 1228 до 1234. године влада краљ Стефан Радослав Немањић (1192 – послије 1235). Умро је као монах Јован. Краљ Стефан Владислав Немањић (? -1267) владао је од 1234. до 1243. године. Пред крај његове владавине, у годинама од 1241. до 1242. долази до велике најезде Татара. Ови су ратници опустошили Угарску и гонили њиховог краља Белу IV до обале Јадранског мора. Дио Татара је наставио продор дуж обале Јадрана и прешао границу рашке краљевине, у области кнежевине Зете. Опустошили су утврђени град Котор, али бедеме града Улциња нису успели савладати. Устремили су се на сусједни, епископски град Свач (Шас) између Јадранског мора и Скадарског језера, разоривши га и убивши већину становника. Уништили су Град Дриваст, а вероватно и Сапу, на реци Дриму, јужно од Скадра. Преко рашке области краљевине Србије, Татари су се затим вратили у пределе сјеверно од Црног мора.

### Зета у доба краља Уроша I
Краља Стефана Владислава наслеђује краљ Стефан Урош I Немањић. У току његове владавине име Зете у службеним документима и титулама — престаје се употребљавати. Као што је већ поменуто, кнежевином Зетом су за ранијих господара Србије управљали „краљеви“. Вукан и два његова сина (Ђорђе и Стефан) носили су ту почасну титулу „дукљанског краља“. Један од краљева Зете, Стефан Немањић, 1252. године подиже у њој и своју задужбину, цркву Успења Богородице (Манастир Морачу). Убрзо након тога Зета губи статус кнежевине у краљевини Србији и њом више не управљају посебно постављени „краљеви“. Наиме, за време владавине Стефана Уроша I Немањића (1243—1276) који је тежио да све држи у својим рукама, огранци породице Немањића више нису постављани за кнежеве појединих области краљевине. Потомци Немањиног брата Мирослава, као хумски кнежеви престају постојати. Оваквим поступком Дукља (Зета) ишчезава из државне симболике. До краља Стефана Владислава, употребљавао се у титулама Немањића назив „Диоклитија с Далмацијом“. Након тог периода, назив Зета нестаје и утапа се у називу „поморске земље“. Службено, рашка се краљевина више не састоји од Рашке и Зете, већ од рашке земље и поморских земаља. Изузимајући Стефана Владислава, који се касније спомиње као краљ (у приморју) већ трећи Вуканов син, Димитрије, имао је, умјесто краља, титулу жупана. Урош I није чак ни свог сина Драгутина поставио као управника Зете или неког другог дела државе, мада је га је и Угарски краљ рачунао као „младог краља Србије“. По писању архиепископа Данила II, краљевић Драгутин је на двору свога оца био " у великој тузи и жалости да нема ниједнога одељеног дела свога отачаства, где би засебно пребивао“. Насљедник Уроша I, владао је Србијом од 1276. до 1282. године. Био је ожењен Катарином (Каталина) ћерком угарског краља Стефана V. Од 1282 до 1316. године влада само сјеверним областима Краљевине. Умро је 12. марта 1316. године, као монах Теоктист и сахрањен у Ђурђевим Ступовима.

### Зета у доба краљице Јелене
Када је Драгутин ступио на пријесто краљевине, поступао је другачије од свог оца, па је за господарење Зетом одабрао своју мајку, краљицу Јелену (Анжујску). Поред Зете, управљала је Требињем и крајевима око Плава и Горњег Ибра. Град Улцињ је држала Јеленина сестра, Марија Шор. Краљица Јелена је посебну пажњу посвећивала Приморју. Ова краљица, „рода фружскога“ (из француске породице Анжу, рођака Карла I Анжујског, краља Сицилије и Напуља) била је пре удаје римокатоликиња и учествовала је у сређивању црквених прилика у католичким областима Зете. Наиме, до средине XIII века је нестао већи број католичких бенедиктинских манастира у Зети, посебно у Боки Которској, јер су били преслаби да се одупру православљу. Неки бенедиктински манастири (као на пример „Св. Марија“, у Будви и „Св. Спас“, у Бару) успели су да се одрже. Две велике бенедиктинске опатије биле су под заштитом српских краљева: "Св. Срђ", у области Скадарског језера и "Santa Marija de Rotezo" (на рту Ратац, између Бара и Сутомора). Ратачку опатију су касније, почетком XIV века, богато обдарили краљ Милутин и краљица Јелена, а касније је постала омиљени циљ ходочасника. Још 1283. године постојале су у Котору, Бару и Улцињу фрањевачке мисије (преко огранка Дубровника). Краљици Јелени, заштитници католичких црквених организација, приписује се уздизање тих католичких мисија на ниво манастира, односно оснивање четири фрањевачка манастира, у зетским градовима: Котору, Бару, Улцињу и Скадру. Овај потез краљице је учврстио фрањевце у областима зетског приморја. У то време, Котор је био бискупски, а Бар надбискупски град. Промена на српском пријестолу, 1282. године, којом је Драгутина заменио краљ Милутин, није изазвала промјену у положају њихове мајке, краљице Јелене. Милутин и Драгутин су помагали један другом скоро две деценије послије тога.

### Зета у доба краља Милутина
Од 1282. до 1321. године, сменом на пријестолу, Рашком влада краљ Стефан Урош II Милутин. Он је том приликом дао обећање брату, дотадашњем краљу Драгутину, да ће наследство сачувати за његове синове. Како је Милутин 1299. године ступио у брак са византијском принцезом Симонидом, бојећи се да ће му синови бути лишени пријестола, Драгутин је заратио са братом, већ од 1301. године. Овај рат је потрајао скоро десет година. Истовремено, са почетком овог рата, водио се и рат између краљевине Србије и Дубровника. Дубровчани су имали предност на мору, па су заузели Мљет и затворили ушће Бојане. Тако су спречавали промет у зетским трговима. Овај рат је у ствари био одјек рата између Византије (савезника краља Милутина) и Венеције, врховног господара Дубровника. У овим сукобима најгоре је прошао град Котор.
Град Котор је у ратним дешавањима нападнут од стране удружених снага: Дубровчана, Венецијанаца, Задрана и Хрвата. Велика војска Дубровчана и њихових савезника, жељела је да потпуно уништи Котор, али нису успели освојити град. У једном од најстарије познатих чланова свог Статута, Которани су објавили да више не важе до тада склопљени уговори и обавезе са Дубровчанима. Ова непријатељства између Краљевине и Дубровника су брзо престала, 1302. године, али су Дубровник и Котор остали у затегнутим односима. Све до 1305. године Дубровчанима је било забрањено да тргују са Которанима и да одлазе у Котор.

### Зета у доба краља Стефана Дечанског
Краљ Стефан Урош III Немањић — Дечански (око 1275 — 1331) владао је од 1321. године. Сукоб између краља и његовог сина Душана, неповољно је деловао на спољнополитички положај Србије, а границе краљевине сусједи су почели поново да нападају. Након склапања византијско-бугарског савеза (послије 1328) Рашка је била озбиљно угрожена. Међутим, 28. јула 1330. године, у бици код Велбужда, Стефан Урош III — Дечански тешко је поразио бугарског цара, услед чега византијски цар одустаје од напада на Рашку краљевину. У овој бици учествовао је и млади краљ Душан. Краљ, a затим и цар, Стефан Урош IV Душан (1308—1355) доспео је до пријестола „свих српских и поморских земаља“ снагом зетске властеле. Наиме, у време владавине Стефана Дечанског, приморским областима и Зетом, као „млади краљ“, управљао је његов син, престолонасљедник Душан (први се пут са том титулом помиње 1326. године). Боравак у овој области временом ствара све дубље повјерење између Душана и зетских великаша, који су добро уочили и били свесни потенцијала престолонасљедника, али и његових по свему судећи оправданих страхова по питању наслеђивања оца. Испоставило се да ће упорни Зетски великаши „младом краљу“ у будућим догађајима дати значајну моралну и зналачки искоришћену војну подршку. Након битке код Велбужда, већ у јесен исте (1330) године, краљ Стефан Дечански борави у Зети. У Светом Срђу, заинтересован за набавку шест галија, прима дубровачко посланство.

### Зета у саставу Српског царства
Неколико месеци касније, фебруара 1331. године, у Зети долази до сукоба краља Стефана Дечанског и његовог сина Душана, на чијој су страни били зетски великаши. Српски краљ је са војском упао у Зету и опустошио Душанову област, као и његов „двор“ који се налазио близу града Скадра, на обали Дримца. Млади краљ је са зетском властелом побегао на другу страну Дрима, тражећи помоћ, савјете и подршку Дубровчана. Овај догађај је изазвао нереде и несигурност у читавој краљевини, што се нарочито одразило на трговину. Након што су Дубровчани успјешно посредовали у измирењу оца и сина, у мају 1331. године, у земљи је завладао мир. Биограф Дечанског говори о измирењу и повратку старог краља „у своју државу“. Међутим, по биографу, краљ је наставио да мрзи сина, што ће опет довести до сукоба, док се Душан представља у позитивном свјетлу, покушавајући смерно да умилостиви оца. Претпоставља се, да је Душан основано страховао да ће пријесто наследити његов полубрат Симеон (Синиша) од друге краљеве жене Марије. У вези са тим се поставља питање: да ли је биографија писана касније, за владавине и под утицајем краља Душана, обзиром да је неодређена и једнострана. Неповерљив према оцу, Душан је своју властелу у Зети позвао да пођу „у стране народе, да не погинемо превременом смрћу“. Зетски властелини су одлучно одбили овај Душанов предлог, не желећи напустити своја имања и породице. Успели су убедити престолонасљедника да се супротставе краљу. Са малобројном војском својих присталица, претежно Зећана, Душан успева изненадити оца, опколивши га у дворцу Неродимљи. Након бекства, Стефан Дечански, поново је опкољен у Петричу, и присиљен на предају. Након два мјесеца тамновања у Звечану, српски краљ Стефан Дечански изгубио је живот под нејасним околностима. Владар несрећне судбине, сахрањен је у манастиру Дечани, четири године по својој смрти, након што је грађевина завршена. Већ 22. септембра 1331. године, у дворцу Сврчину, Душан је крунисан за краља Србије, као Стефан Душан.
Нови краљ у Зети није поставио младог краља, као управника, обзиром да још није имао дјеце. Године 1332. забележена је у Зети побуна војводе Богоја и арбанашког властелина Димитрија Суме, који су били незадовољни, што од краља нису били награђени онако како су очекивали. Побуњеници су наносили штете млетачким и дубровачким трговцима, али нема података о томе како је ова побуна угушена. Барски надбискуп Гијом Адам, у једном спису предочава француском краљу да се „краљевство Рашке“ може освојити са 1000 коњаника и 5000 до 6000 пјешака, уз помоћ угњетених становништва у градовима. Међутим, то је била погрешна процјена. Зетска властела, било Срби, Арбанаси или Латини, ни у једној борби коју су рашки краљеви водили са спољним непријатељем, нису окренули леђа својим владарима. То се показало тачним и касније, у многим биткама које је водио краљ и цар Душан. Стефан Душан влада као краљ Рашке од 1331. до 1345. године. Са царском титулом владао је од 1345. до 1355. године. Године 1349. донесен је Закон Благовјерного Цара Душана (Душанов Законик) а допуњен је 1354. године. Душанов успон показује како је Зета у XIV веку добила значајнију улогу у држави, захваљујући снажној властели, трговини и значајним изворима прихода од градова и тргова. Након смрти српског цара Стефана Душана (1355) долази до јачања обласних великаша међу којима се на подручју Зете истичу Балшићи, који су за време владавине цара Уроша (1355-1371) постали обласни господари Зете, стекавши након цареве смрти пуну самосталност, чиме је означен почетак новог раздобља у историји Зете.